# Chamaedorea deneversiana
Chamaedorea deneversiana är en enhjärtbladig växtart som beskrevs av Michael Howard Grayum och Donald R. Hodel. Chamaedorea deneversiana ingår i släktet Chamaedorea och familjen Arecaceae. Inga underarter finns listade i Catalogue of Life.